# Labruguière
Labruguière é uma comuna francesa situada no departamento de Tarn.
O gentílico para seus habitantes é Labruguiérois (algo como lebrugueiros).